# 海砂利水魚のディスコ・ザ・ガマ
海砂利水魚のディスコ・ザ・ガマ（かいじゃりすいぎょのディスコ・ザ・ガマ） は、1996年（平成8年）4月から1997年（平成9年）3月まで、ニッポン放送で金曜日の22:00 - 25:00に放送されていたラジオ番組。海砂利水魚（現：くりぃむしちゅー）の冠番組である。
パーソナリティは、海砂利水魚。ナレーターは、LFクールK。
タイトルは「ヴァスコ・ダ・ガマ」のパロディー。

## MelodyのMusic Party
23:00ごろにはミニ番組でMelodyがパーソナリティのMelodyのMusic Partyを放送、五分間の箱番組。